# Nama rothrockii
Nama rothrockii là loài thực vật có hoa trong họ Mồ hôi. Loài này được A. Gray mô tả khoa học đầu tiên năm 1876.